# Saddle Island (ö i Sydgeorgien och Sydsandwichöarna)
Saddle Island är en ö i Sydgeorgien och Sydsandwichöarna (Storbritannien). Den ligger i den nordvästra delen av Sydgeorgien och Sydsandwichöarna. Arean är 1,2 kvadratkilometer.
Terrängen på Saddle Island är lite kuperad. Öns högsta punkt är 163 meter över havet. Den sträcker sig 1,1 kilometer i nord-sydlig riktning, och 1,8 kilometer i öst-västlig riktning.